# Édouard Darviot

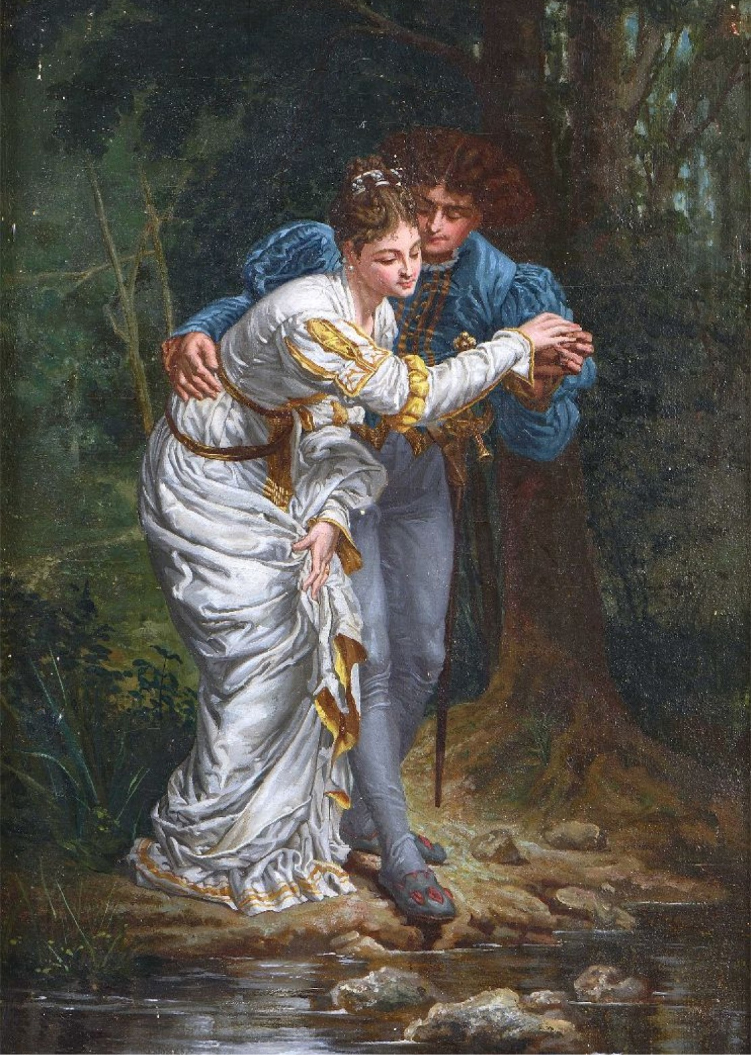
Le passage du gué, huile sur toile, 66,5 x 47 cm.

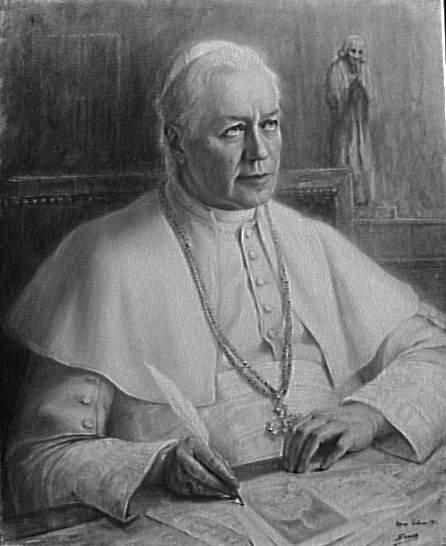
Portrait de S.S. Pie X.

Édouard Darviot, né en 1859 à Beaune et mort en 1921 à Bussy-le-Grand, est un peintre français.

## Biographie
Édouard Darviot naît le 19 avril 1859 à Beaune.
Il étudie avec Tony Robert-Fleury, Hector Hanoteau et William Bouguereau, et à l'École des Beaux-Arts de Paris. Il expose  au Salon à partir de 1882.
En 1887 il obtient une troisième médaille au concours Troyon pour un Abreuvoir au soleil couchant.
Vers 1898, il s'installe à Dijon où il épouse Louise Marguerite Chevignard le 24 janvier 1898, fille de Philibert Claude Alfred Chevignard, Fondateur de la Banque Chevignard.
La Ville de Beaune lui commande en 1903 un portrait de Félix Ziem. Dans un courrier du 29 juin de la même année, l’artiste écrit sur cette commande : « J’accepte avec plaisir de faire le portrait buste de notre célèbre compatriote Ziem, le plus grand coloriste des grands maîtres de l’école française du paysage. », le tableau est peint en 1904.
Membre de la Société des artistes français, il est élu en 1906 dans la section des beaux-arts de l'Académie de Dijon.
Le 16 avril 1913, à L'Académie, E. Boutellier, ami d'Édouard Darviot, fait un discours dans le cadre d'une proposition d'obtention de la médaille d'or, il dit qu'Édouard Darviot est un « ennemi des grandes toiles aux dimensions encombrantes. », ajoute que cet artiste « s'efforce de résumer une pensée, un caractère, une ressemblance dans des tableaux d'un format plutôt restreint. Une attitude des mains bien étudiées et exactes, une expression de physionomie très intense et le portrait s'imprime dans le souvenir, inoubliable. ».
L'Académie de Dijon décerne ce jour-là deux médailles d'or, une à Édouard Darviot et une autre à Adolphe Déchenaud, il en obtient une autre en 1919. À une date non précisée, il reçoit une deuxième médaille à Versailles, et une mention honorable en 1920.
Édouard Darviot voyage beaucoup; en Angleterre il s'imprègne des peintres anglais.
Il laisse un grand nombre d'œuvres dont des études africaines, des tableaux religieux et des portraits.
On peut citer de lui : Les Prémices (1879), Les Comptes (1882, Beaune); Une visite intéressée (1883); Hanoteau dans son atelier (1888, Beaune); Portrait de M. L... D... (1893, Dijon); quarante tableaux (1895, Dijon et Beaune); Les Tricoteuses (1895); Vue de l'Hostel Dieu de Beaune (1896); Le Billet (1897), Le Marché à Biskra, La Bonne pipe, une Visitation, un Magnificat, L'Atelier de saint Joseph, un portait de Pie X et une série de dessins faits à l'état-major du général Marchand pendant la grande guerre.
Son nom est mentionné dans la 5e mission d'artistes aux armées (juin 1917).
Édouard Darviot meurt le 21 août 1921 à Bussy-le-Grand. Il est enterré au cimetière de Beaune.

## Annexes

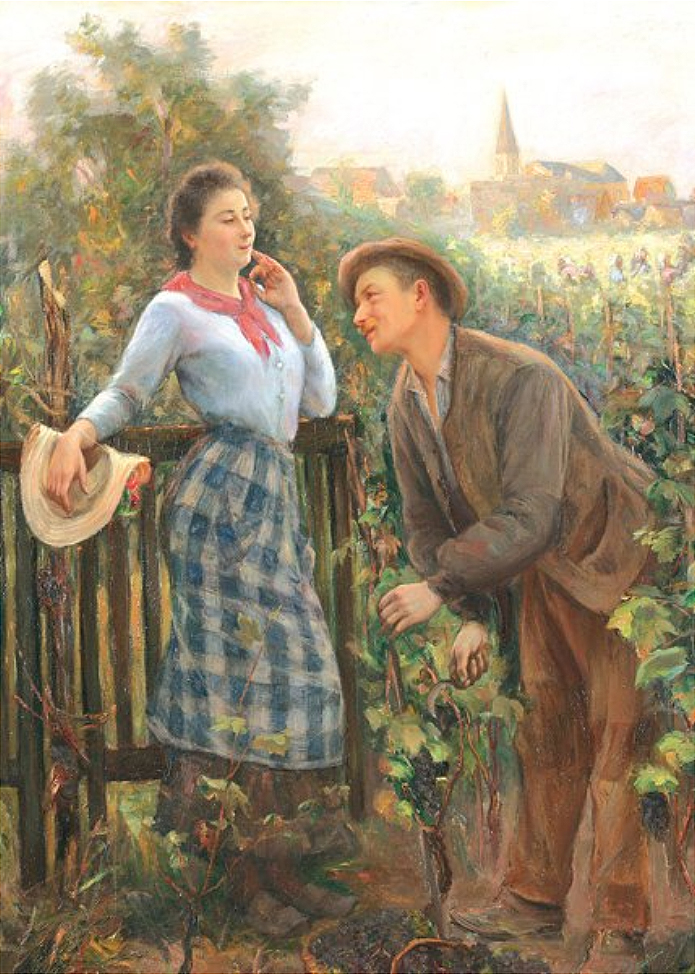
Le Joli temps des vendanges.